# Limba Ram
Limba Ram, född 30 januari 1972, är en indisk bågskytt. Han deltog vid olympiska sommarspelen 1988, 1992 och 1996.